# Aby Warburg
Abraham Moritz Warburg (Hamburg, 1866. június 13. – Hamburg, 1929. október 26.) ismertebb nevén Aby Warburg, világhíres művészettörténész volt, a Bibliothek Warburg (Warburg Művészettörténeti Könyvtár) alapítója. Kutatási területe az ókori kultúra továbbélése a középkori keresztény civilizációban egészen a reneszánszig volt. Neki köszönhető, hogy az ikonológia a művészettörténet külön tudományága lett. Sírja a hamburgi Ohlsdorfi temetőben található.

## Tevékenysége
Aby Warburg 1866. június 13-án született Hamburgban, zsidó nagypolgári családban. Német, francia és olasz egyetemeken tanult filozófiát, történelmet és vallástörténetet. Tanulmányait Bonnban kezdte, ezután Münchenben, majd Straßbourgban folytatta. Itt Hubert Janitscheknél doktortált, a disszertációt Botticelli „Vénusz születése“ ill. „A tavasz“ című festményeiből írta. Ezért 1888-tól 1889-ig Firenzében tartózkodott, hogy részletesen tanulmányozhassa a képeket. Különösen az érdekelte, hogy hogyan lehetne természettudományos módszereket alkalmazni általában a szellemtudományokban, így pl. a művészettörténetben. Disszertációját 1892-ben nyújtotta be, és az 1893-ban került nyomtatásba. Warburg a korában domináns stílus-analízissel szemben egy új módszert alkalmazott és Botticelli-elemzésével megalapozta a mai művészettörténet két alapvető fogalmát az ikonológiát és az ikonográfiát.

## Jelentősége
Freud, Nietzsche és Max Weber mellett Aby Warburg az egyik legbefolyásosabb gondolkodónak számít a 19. századi Európa szellemtörténetében. Bár életében tudományos körökben ismert volt és figyelemmel kísérték munkáját, a nagyközönség számára ismeretlen maradt és a nemzetiszocializmus idejére teljesen feledésbe merült. Tevékenységének, művének értékelését és feldolgozását külön nehezítette, hogy csak alig néhány szövege került nyomtatásba – eltekintve a disszertációtól. Tudományos munkájának túlnyomó része jegyzetekből, valamint 35 ezer levélből, befejezetlen kéziratokból és 1926–1929 között íródott könyvtári naplóból áll. Még a nácik hatalomra kerülése előtt könyvtárával és munkatársaival egyetemben Londonba emigrált, és ott megismertette az angolszász világot az akkor új tudománnyal.
Hatásának is betudható, hogy ottani egyetemeken művészettörténeti tanszékek alakultak. Művészettörténeti könyvtára jelentősen befolyásolta az olasz és német reneszánsz területén végzett kutatásokat. Az ókor és az ókori istenségek hatása, az ókori pogány kép-elképzelések és mágikus képpraktikák – különösen a reneszánszban – melyek jelenléte elmélete szerint az európai kultúrában megszakítás nélkül kimutatható és például az asztrológiában a mai napig termékeny, olyan téma volt, amelyre a kultúrtudományok figyelmét ő irányította rá. A művészettörténet tudományos szókincsének jelentős része az ő szóalkotása.

## Művei
- Das Schlangenritual. Ein Reisebericht. Mit einem Nachwort von Ulrich Raulff. Berlin, 1988
- Die Erneuerung der heidnischen Antike. Kulturwissenschaftliche Beiträge zur Geschichte der europäischen Renaissance. Szerkesztette Horst Bredekamp és Michael Diers. 1932. Berlin, 1998
- Der Bilderatlas Mnemosyne. Szerk. Martin Warnke és Claudia Brink. Berlin, 2000
- Gesammelte Schriften (Studienausgabe), Akademie, Berlin, 1998
- Aby Warburg. Werke in einem Band. Auf der Grundlage der Manuskripte und Handexemplare herausgegeben und kommentiert von Martin Treml, Sigrid Weigel u. Perdita Ladwig. Suhrkamp, Berlin, 2010 ISBN 978-3-518-58531-3

## Magyarul
- Pogány-antik jóslás Luther korából; tan. Radnóti Sándor, ford. Adamik Lajos; Helikon, Bp., 1986
- Mnémosyné. Aby M. Warburg válogatott tanulmányai; szerk. Széphelyi F. György, ford. Adamik Lajos, Hajnóczy Gábor, Széphelyi F. György; Magyar Képzőművészeti Főiskola, Bp., 1995